# 塩釜地区消防事務組合
塩釜地区消防事務組合（しおがまちくしょうぼうじむくみあい）は、宮城県塩竈市、多賀城市、宮城郡松島町、七ヶ浜町及び利府町によって組織された一部事務組合（消防組合）である。管轄区域は前述の2市3町。消防本部の名称は、塩釜地区消防事務組合消防本部。

## 概要
- 組合事務所：宮城県塩竈市尾島町17番22号
- 消防本部：宮城県塩竈市尾島町17番22号
- 管内面積：149.56km2
- 職員定数：220人
- 消防署5カ所
- 主力機械
  - 普通消防ポンプ自動車：6 (うち予備車1台)
  - 水槽付消防ポンプ自動車：3
  - 大型水槽車：1
  - 救助工作車（特別救助隊が運用）：1
  - 高規格救急車:9 (うち予備車2台)
  - はしご付消防自動車：2
  - 大型高所放水車：1
  - 軽化学消防車：2
  - 大型化学車：1
  - 指令車：1
  - 指揮車：6
  - 消防連絡車：4
  - 資機材搬送車：2
  - 人員搬送車：1
  - 消火通報訓練指導車：1
  - 小型動力ポンプ付水槽車：1
  - 消防艇：1
  - 機動支援車：1
  - 津波・大規模風水害対策車：1
  - 水難救助車：1
  - 水陸両用バギー：1
  - 連絡車：3

（塩釜地区消防事務組合　年報令和五年版）

## 沿革

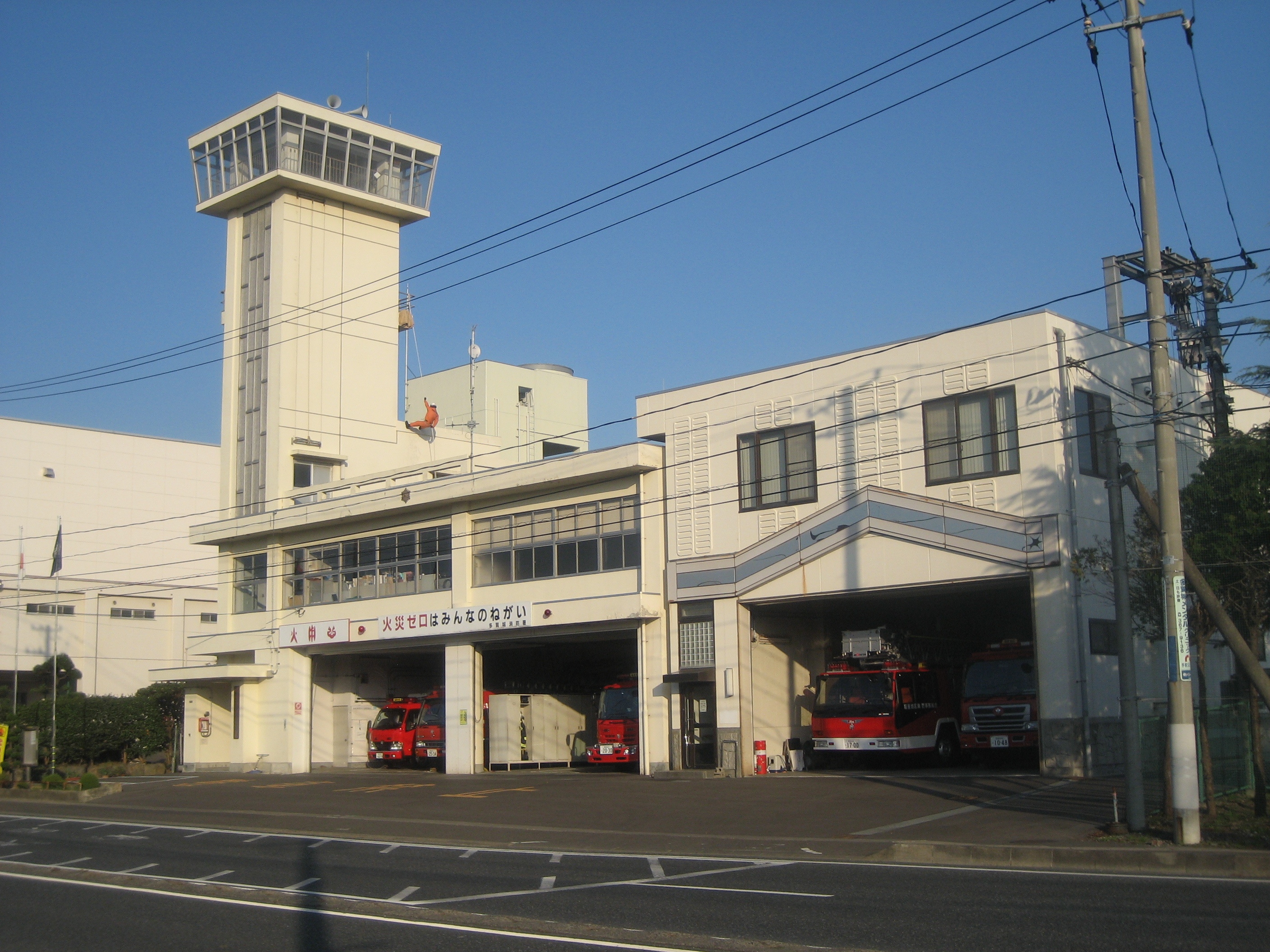
多賀城消防署（旧庁舎）

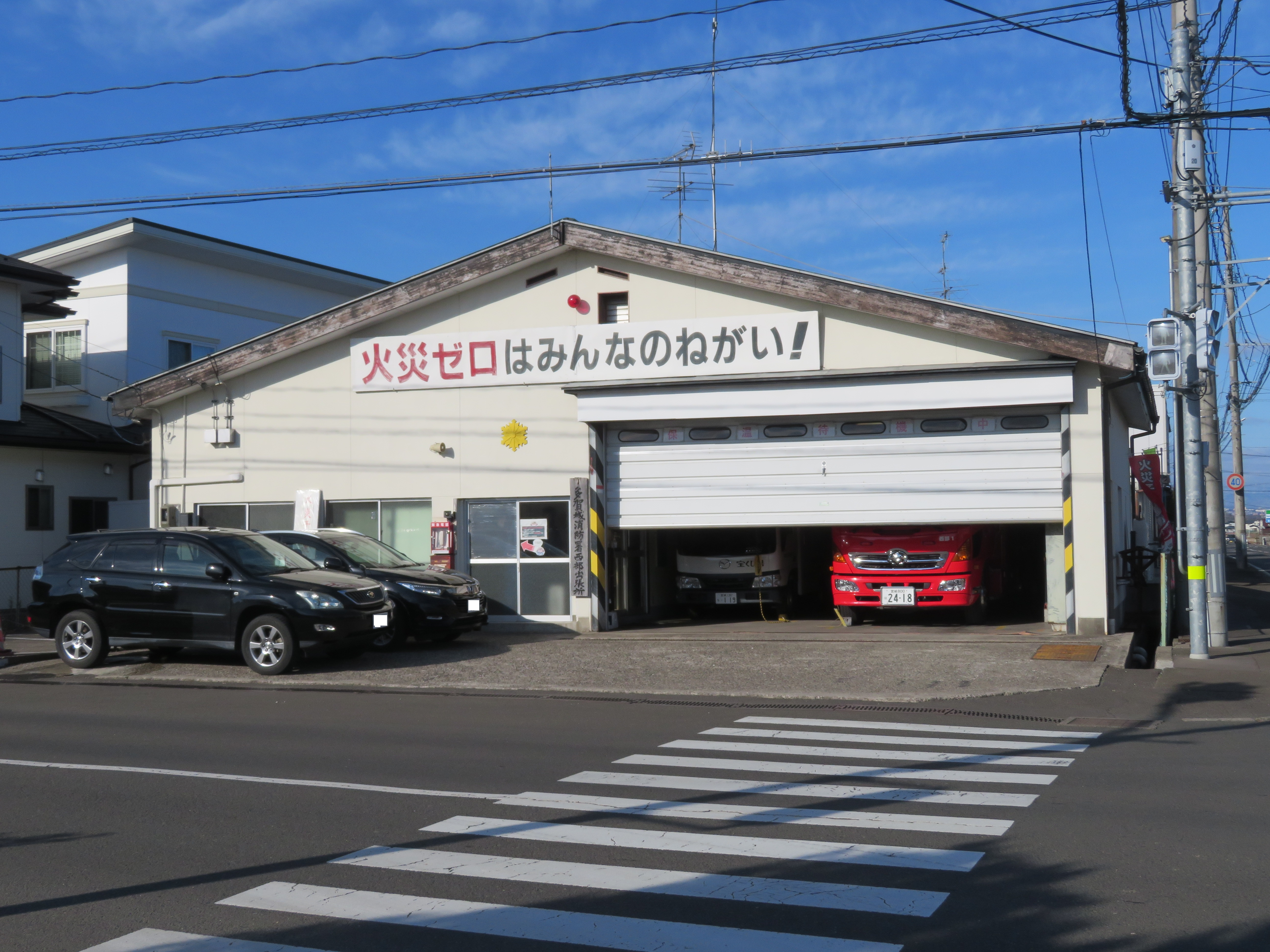
旧多賀城消防署西部出張所

- 1970年（昭和45年）4月1日 塩竈市、宮城郡多賀城町、松島町、七ヶ浜町及び利府町の1市4町が一部事務組合の塩釜地区消防事務組合を設立し、塩釜地区消防事務組合消防本部を設置する。
- 1971年（昭和46年）11月1日 多賀城町が市制施行し多賀城市となる。組合構成市町が2市3町となる。
- 2021年（令和3年）4月1日 多賀城消防署が鶴ケ谷1丁目10番1号から八幡字一本柳117番地17に移転するとともに、多賀城消防署西部出張所を合併統合する[1]。

## 組織
- 組合議会
  - 議員定数：12人（塩竈市：3人、多賀城市：3人、松島町：2人、七ヶ浜町：2人、利府町：2人）
- 執行機関
  - 管理者：1人（関係市町の長の互選）
  - 副管理者：4人（管理者以外の関係市町の長）
  - 会計管理者：1人（管理者の補助機関である職員のうちから、管理者が任命）
  - 監査委員：2人
  - 消防本部 - 総務課、予防課、警防課、指令課
  - 消防署

## 消防署
| 消防署       | 住所                                | 出張所 |
| ------------ | ----------------------------------- | ------ |
| 塩釜消防署   | 塩竈市尾島町17番22号                | なし   |
| 多賀城消防署 | 多賀城市八幡字一本柳117番地17       | なし   |
| 松島消防署   | 宮城郡松島町松島字蛇ケ崎右53番地    | なし   |
| 七ヶ浜消防署 | 宮城郡七ヶ浜町汐見台7丁目5番地の322 | なし   |
| 利府消防署   | 宮城郡利府町利府字堀切前11番地の1   | なし   |

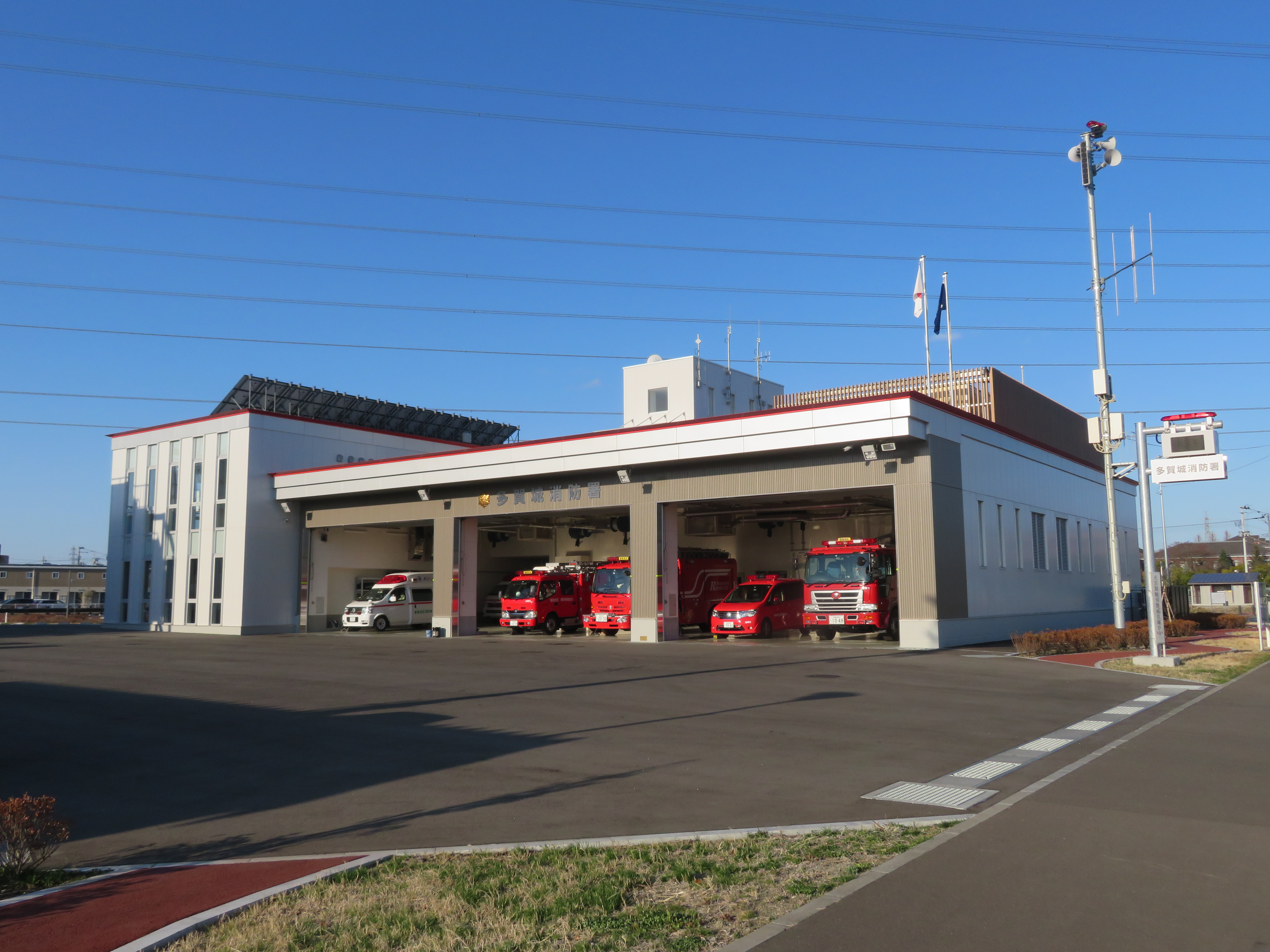
多賀城消防署
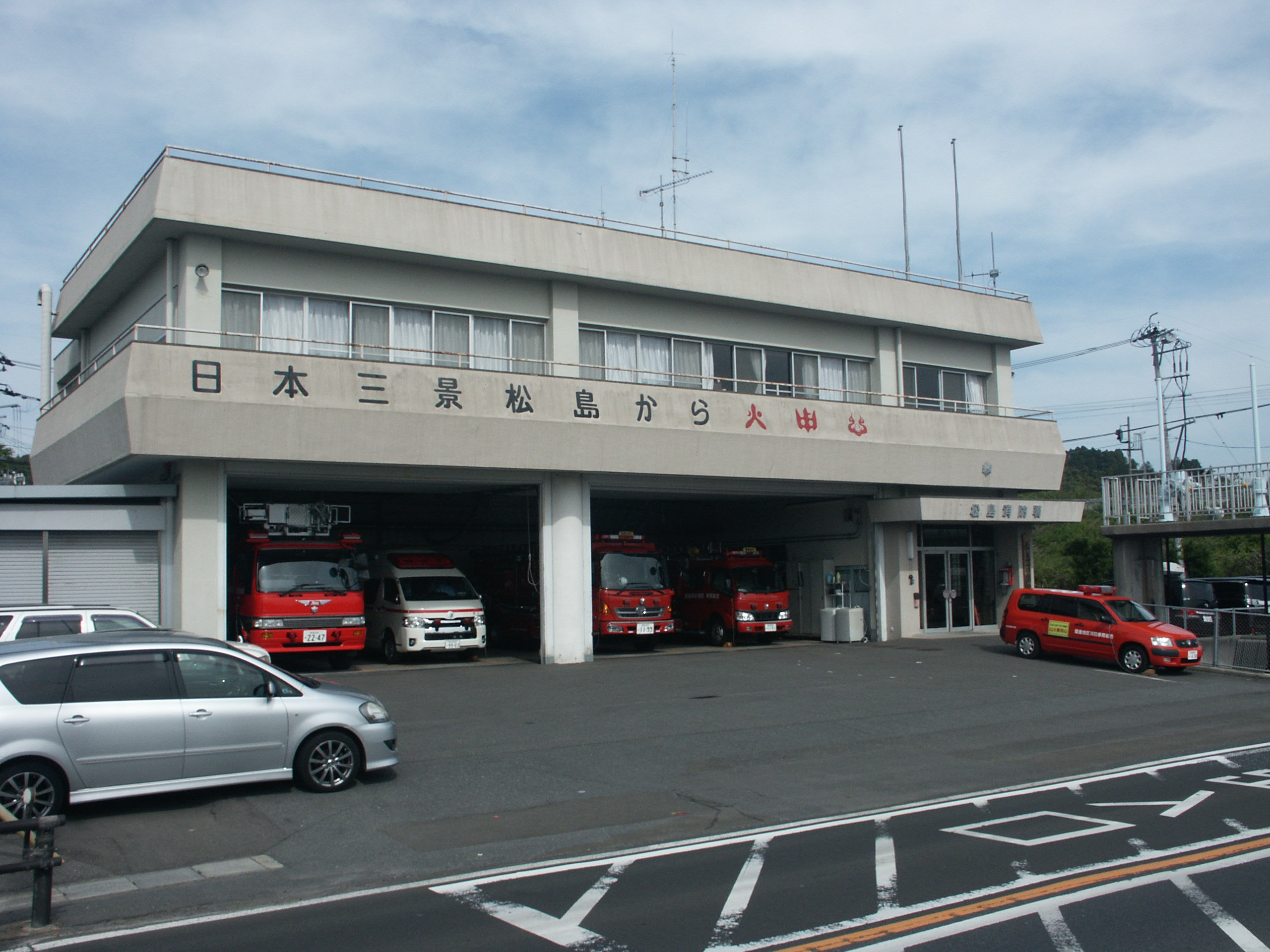
松島消防署
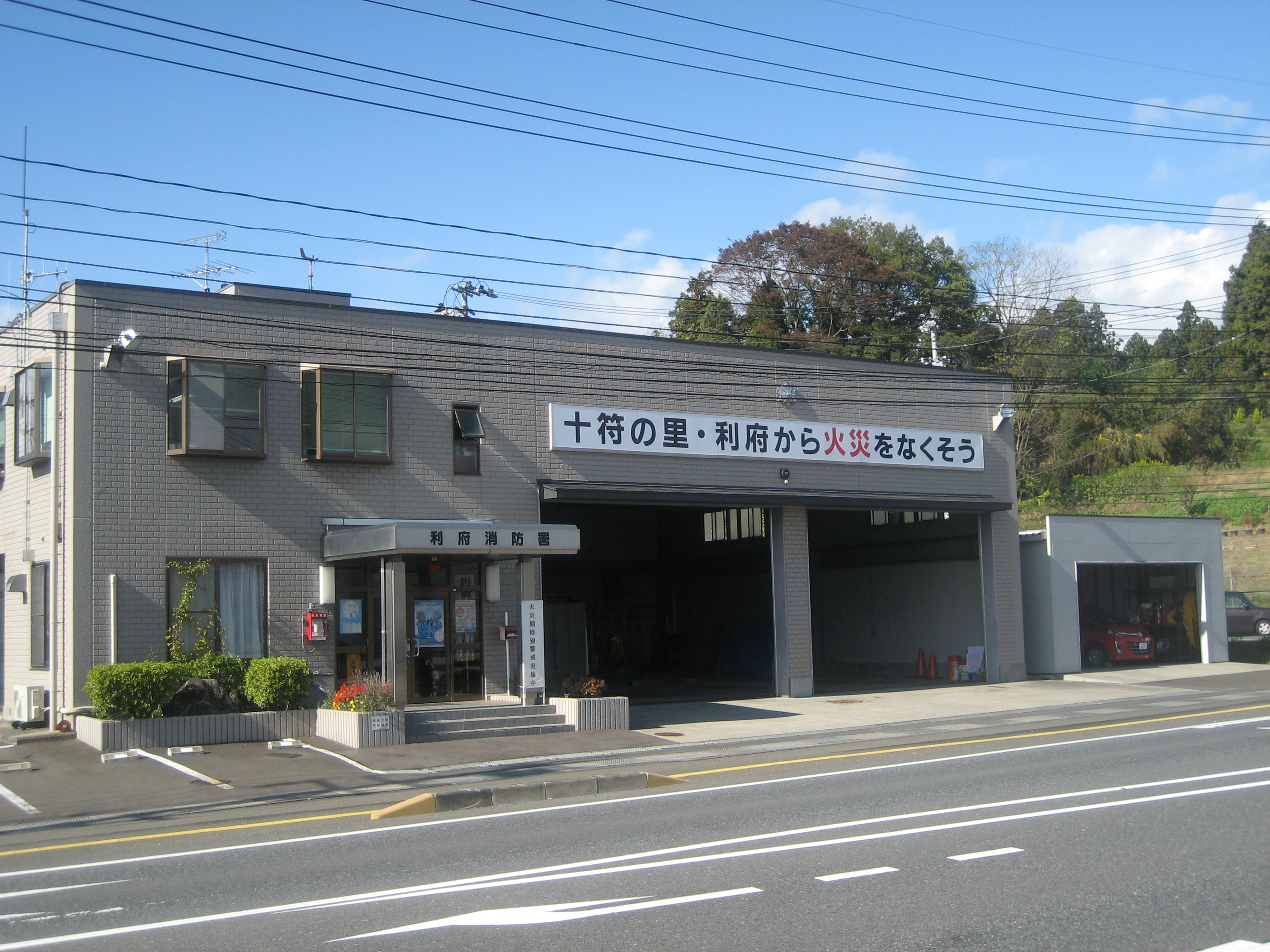
利府消防署
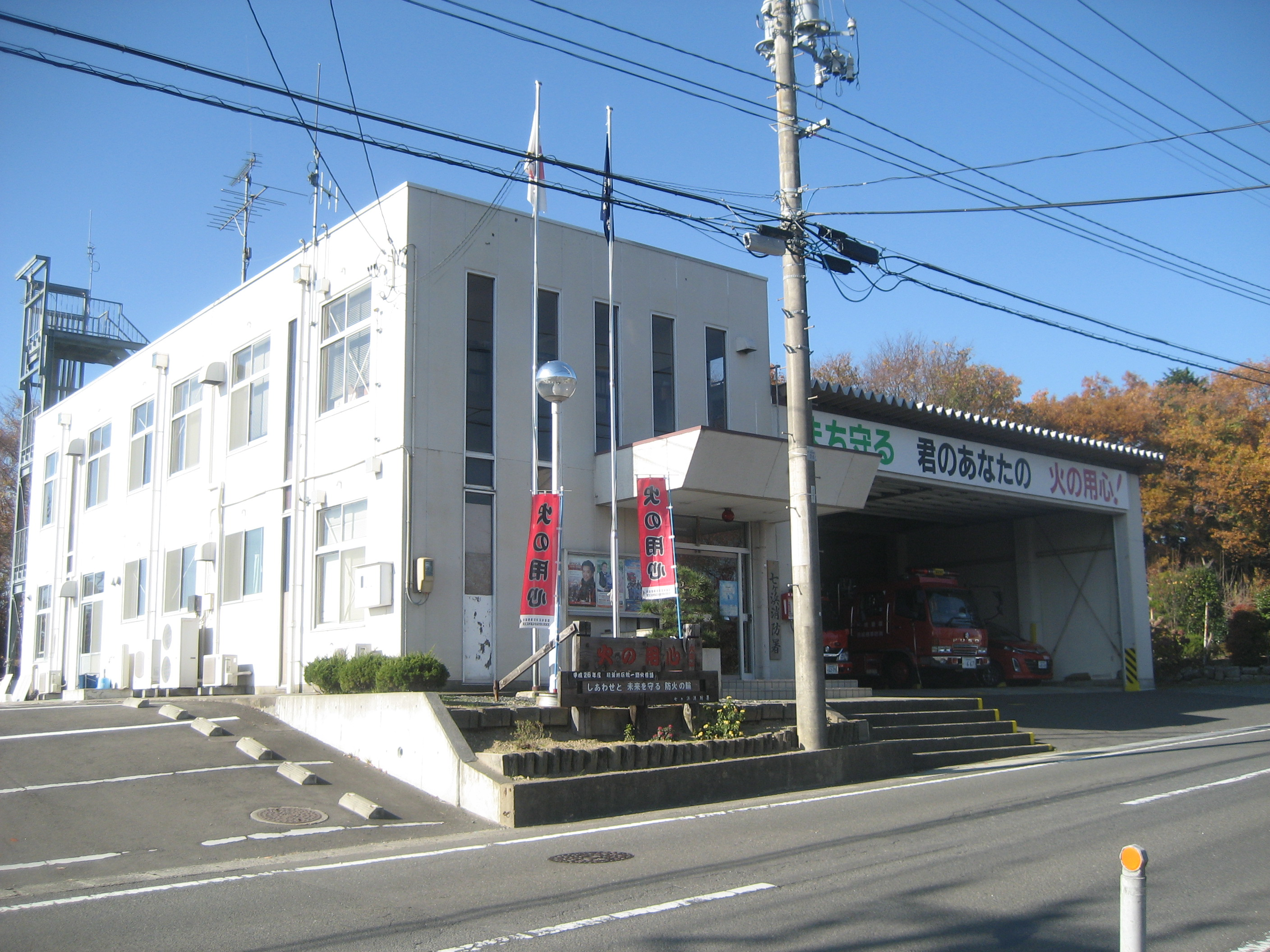
七ヶ浜消防署